# Melenki
Melenki (in russo Меленки?) è una città della Russia europea centrale (oblast' di Vladimir), situata nella parte orientale della pianura della Meščëra, sul fiume Unža (nei pressi della confluenza col fiume Melenka), 150 km a sudest del capoluogo; è il capoluogo amministrativo del distretto omonimo.
Attestato dall'inizio del XVIII secolo, ricevette lo status di città nel 1778 da Caterina II. Melenki è un piccolo centro industriale (meccanica, materiali da costruzione, alimentare); nel territorio del distretto si estrae la torba.

## Società

### Evoluzione demografica
Fonte: mojgorod.ru
- 1897: 8.900
- 1939: 15.600
- 1959: 17.500
- 1979: 18.100
- 1989: 18.300
- 2007: 15.500